# Lily Cole
Lily Luahana Cole (Torquay, ca. 27 december 1987) is een Brits model en actrice.

## Modellencarrière
Cole werd ontdekt door acteur Benjamin Hart, die haar overhaalde model te worden. Ze kreeg een contract bij Storm Models. Haar doorbraak volgde in 2003, toen Steven Meisel haar fotografeerde voor Vogue.
Ze groeide uit tot een bekend model en verscheen op covers van verscheidene befaamde tijdschriften. In 2004 werd ze door de British Fashion Awards uitgeroepen tot model van het jaar. Hierna werd ze ook het gezicht voor onder andere Chanel, Christian Lacroix, Hermès en Cacharel.
Cole is ook werkzaam op de catwalk en liep shows voor bijvoorbeeld Chanel, DKNY, Jean-Paul Gaultier, Versace, Alexander McQueen, John Galliano en Louis Vuitton.
Onlangs werd aangekondigd dat Cole het nieuwe gezicht wordt voor Accessorize. Hiermee vervangt ze Claudia Schiffer. Ook verscheen ze in de muziekvideo Walk This Way van de Sugababes.

## Filmcarrière
In februari 2006 werd aangekondigd dat Cole de tegenspeler van Marilyn Manson zal worden in de horrorfilm Phantasmagoria: The Visions of Lewis Carroll.
In april 2007 werd bekendgemaakt dat Cole te zien zou zijn in de Britse film St. Trinian's (2007). Een release vond acht maanden later plaats. Ze was te zien tegenover Rupert Everett, Colin Firth, Gemma Arterton en Mischa Barton.
Cole werd tegenover Heath Ledger en Christopher Plummer gecast in The Imaginarium of Doctor Parnassus (2009). De film leek na Ledgers overlijden afgelast te worden, maar acteurs Johnny Depp, Colin Farrell en Jude Law maakten de hervatting van de film mogelijk.
In 2011 speelde ze een Sirene in de aflevering "The curse of the Black Spot" van de Britse televisieserie Doctor Who.
In 2012 speelde ze een kleine rol in de film Snow White and the Huntsman als Greta.
- Gemeinsame Normdatei: 1062272900
- International Standard Name Identifier: 0000 0003 8679 427X
- Library of Congress Control Number: no2010070816
- Nationale Bibliotheek van Tsjechië: xx0153972
- Virtual International Authority File: 120606135
- WorldCat: E39PBJmHPvCPBFgwWWCGCdgtKd